# 梅納德將軍鎮
10°41′15″S 36°57′8″W / 10.68750°S 36.95222°W
梅納德將軍鎮（葡萄牙語：General Maynard），是巴西的城鎮，位於該國東北部，由塞爾希培州負責管轄，始建於1963年11月21日，面積20平方公里，海拔高度13米，2010年人口2,914，人口密度每平方公里144.11人。